# Sommet de la Ligue arabe de 2014

Drapeau de la Ligue arabe

Le 25e sommet de la Ligue arabe s'est tenu les 25 et 26 mars 2014 à Koweït, capitale du Koweït, sous l'égide du secrétaire général de l'organisation, Nabil Al-Arabi.

## Contexte
Le sommet a eu lieu en pleine crise syrienne, alors que la Syrie de Bachar el-Assad avait été suspendue de la Ligue arabe en 2011. Les pays membres sont divisés face à cette crise. Par ailleurs les Frères musulmans constituent un autre sujet de discorde : alors que le Qatar soutient l'organisation islamiste, l'Arabie saoudite, le Bahreïn et les Émirats arabes unis luttent contre elle. Ces trois États ont ainsi rappelé leurs ambassadeurs à Doha .
Les représentants des 21 États membres étaient présents, dont 13 chefs d'État. Une délégation de l'opposition syrienne était également présente.

## Participants

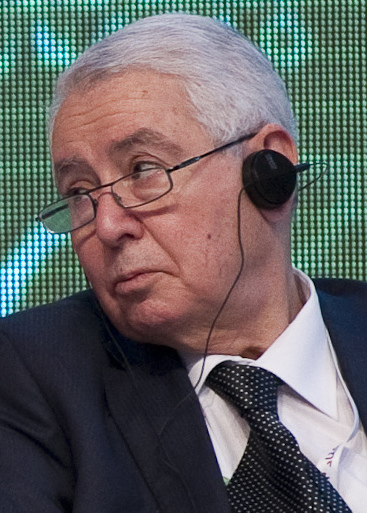
Algérie Abdelkader Bensalah, président de la chambre haute
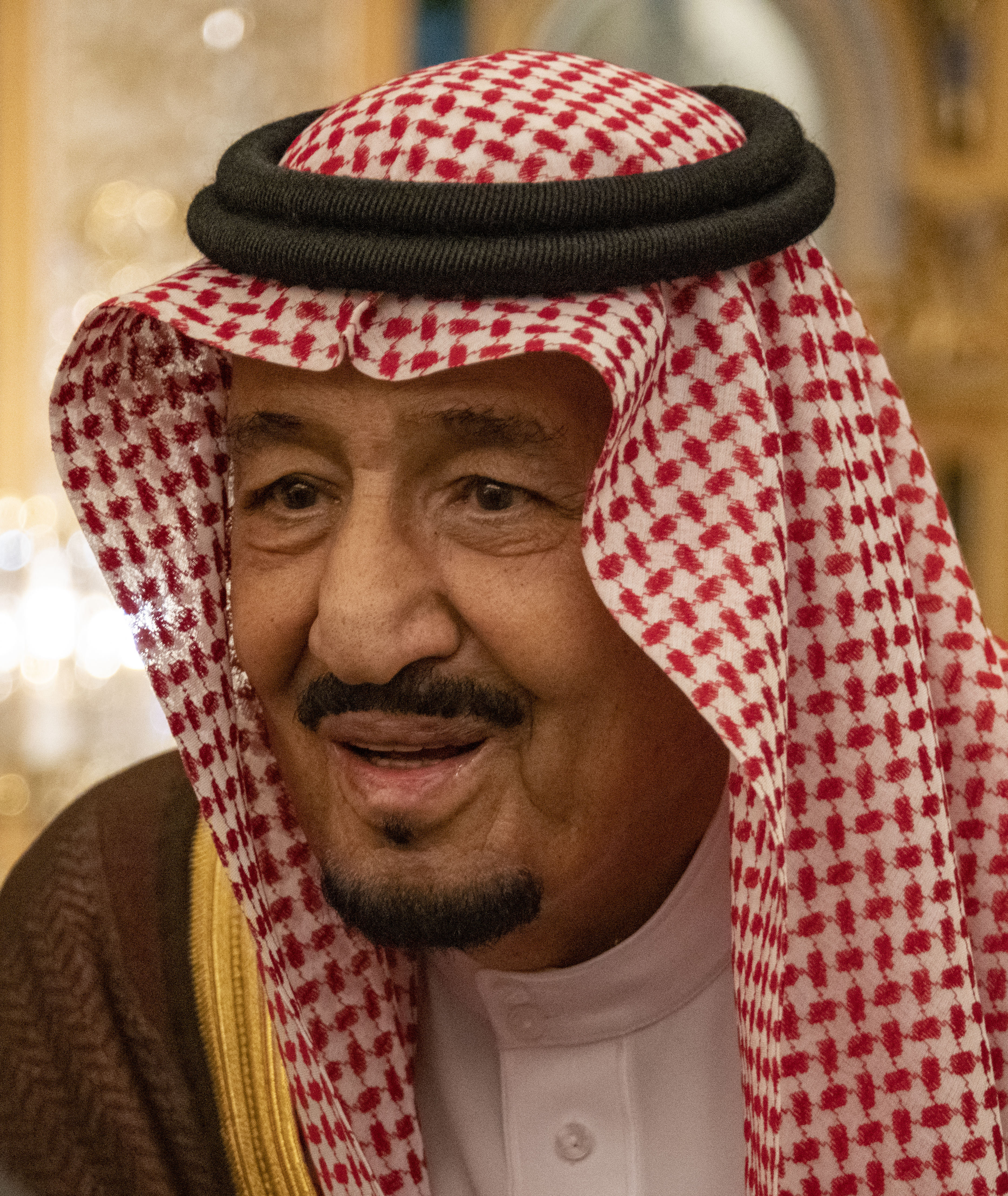
Arabie saoudite Salmane ben Abdelaziz Al Saoud, roi
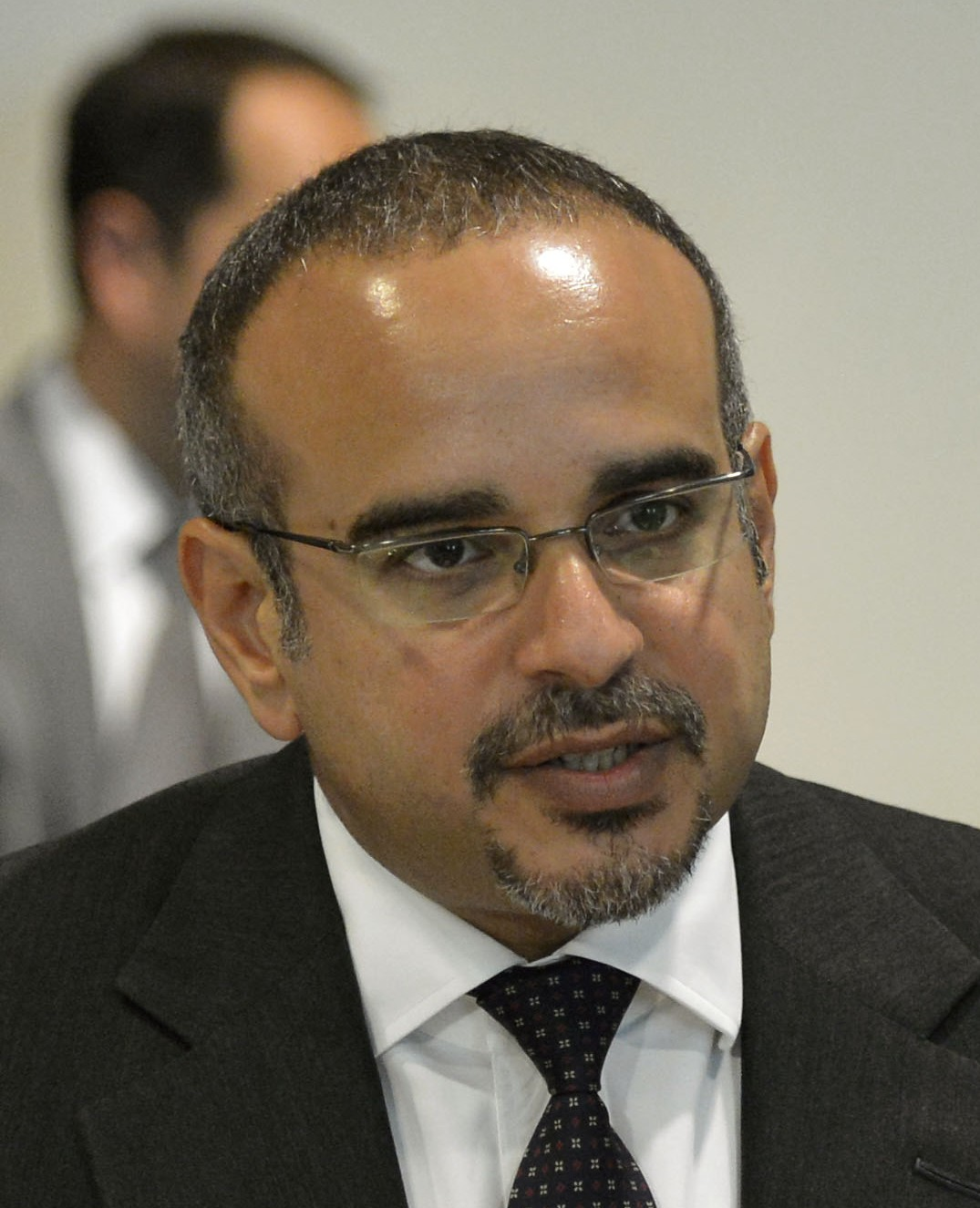
Bahreïn Salman ben Hamad Al Khalifa, prince héritier
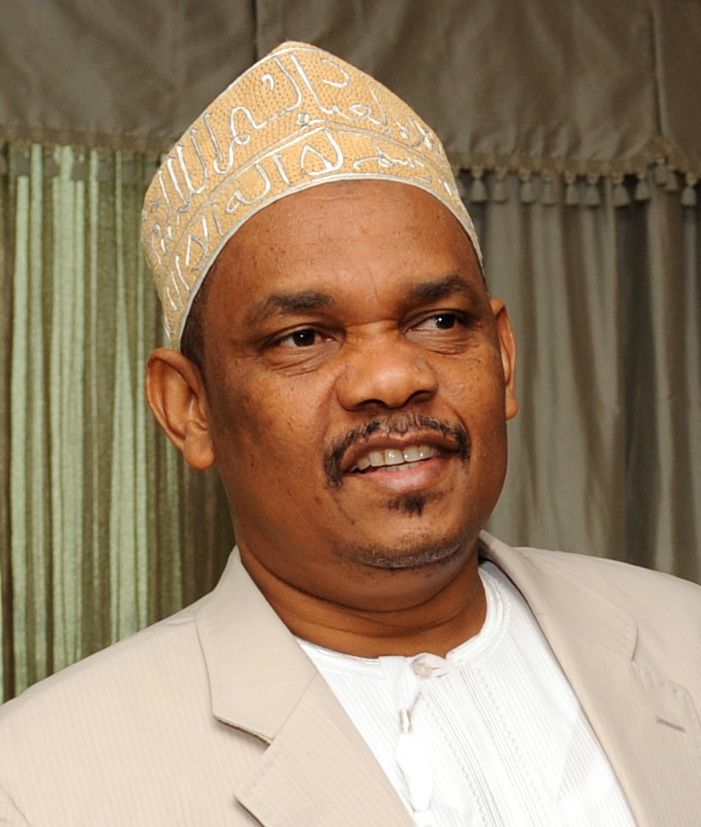
Comores Ikililou Dhoinine, président
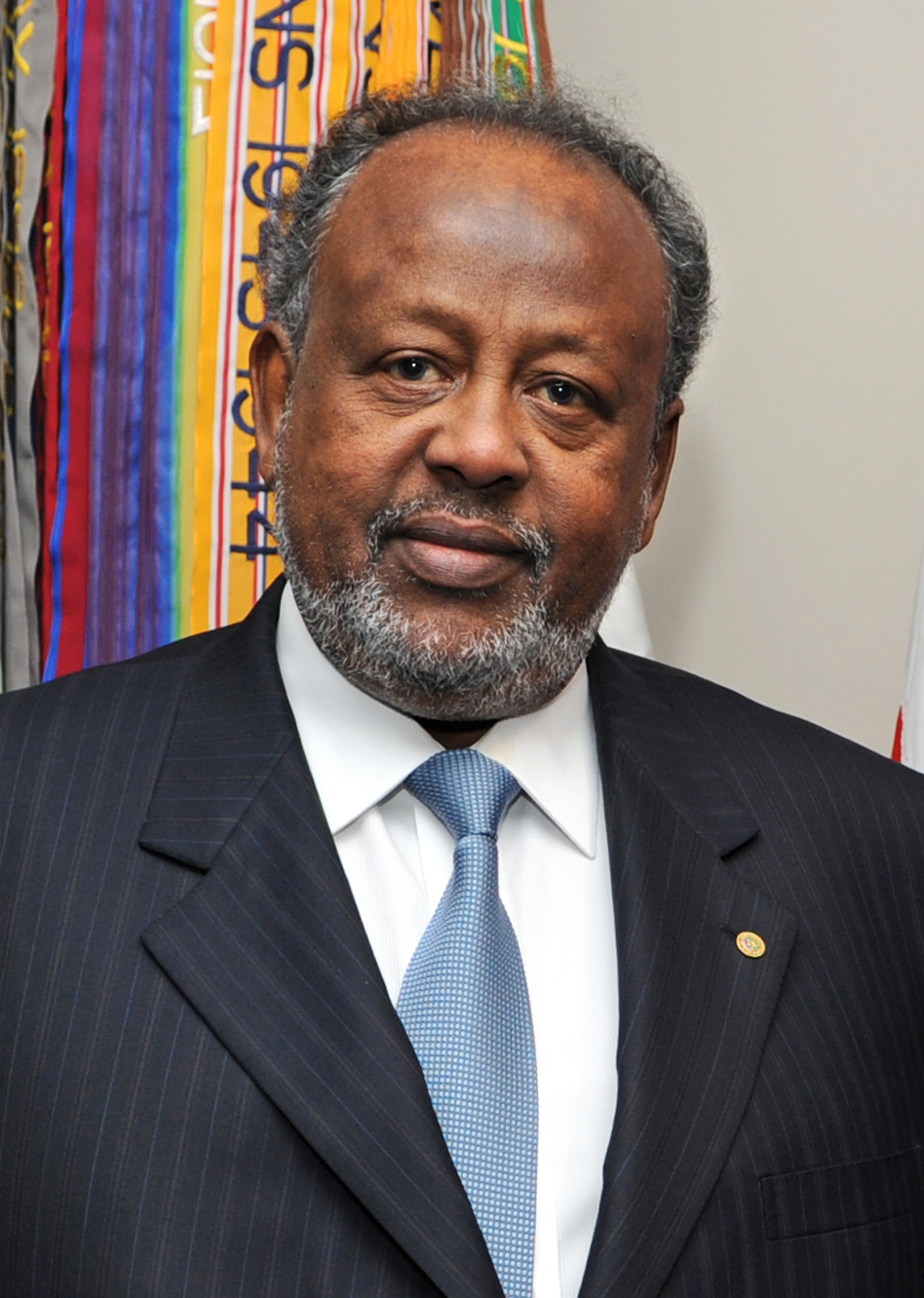
Djibouti Ismaïl Omar Guelleh, président
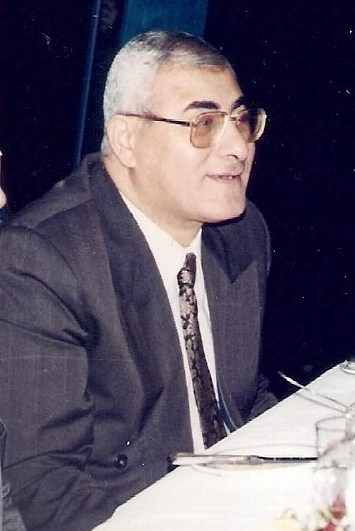
Égypte Adli Mansour, président par intérim
Émirats arabes unis Hamad ben Muhammad Al-Charqi, émir de Fujaïrah
Irak Khoudaïr al-Khouzaï, vice-président
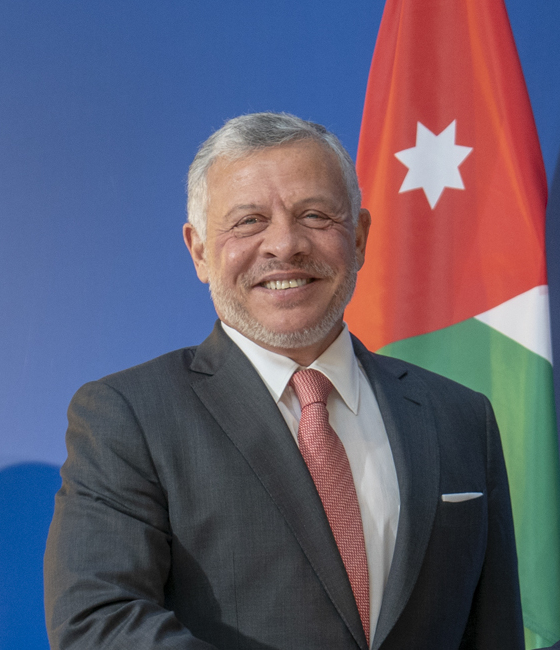
Jordanie Abdallah II, roi
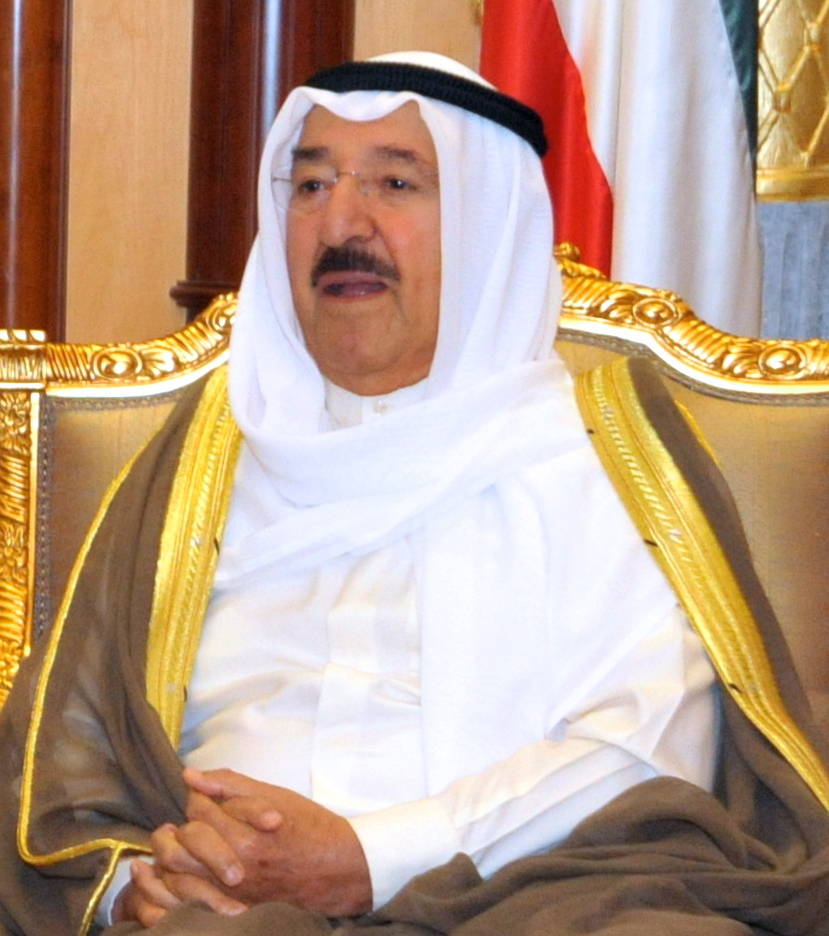
Koweït Sabah al-Ahmad al-Jabir al-Sabah, émir (hôte)
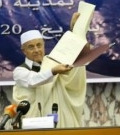
Libye Nouri Bousahmein, président par intérim
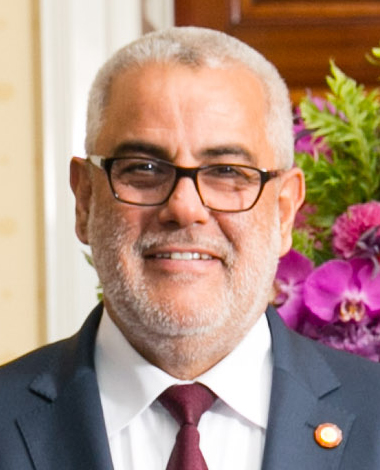
Maroc Abdel-Ilah Benkiran, premier ministre
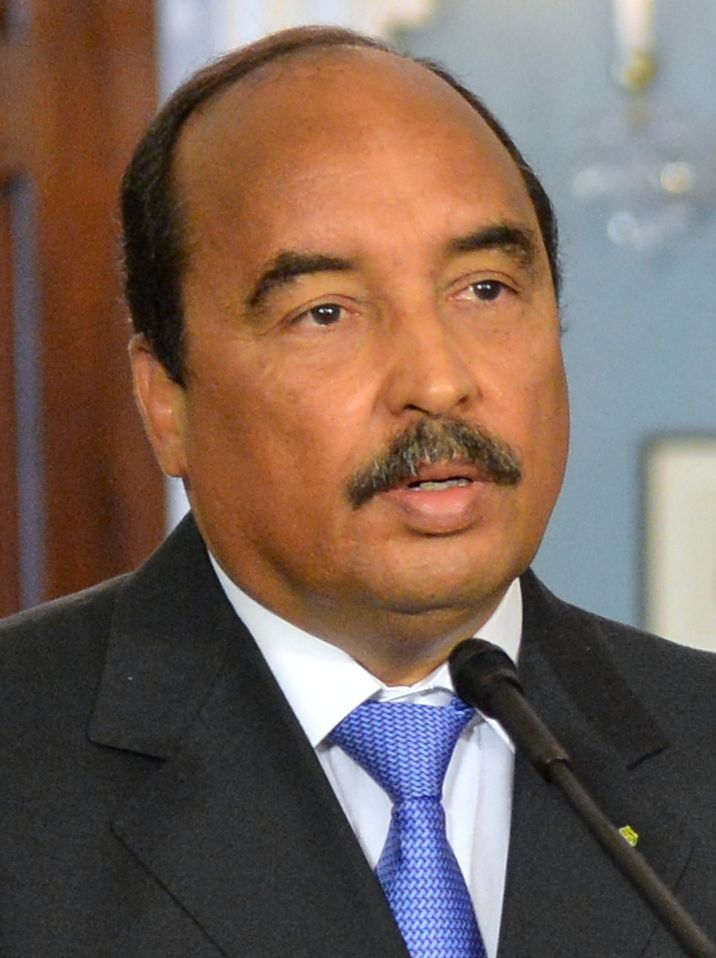
Mauritanie Mohamed Ould Abdel Aziz, président
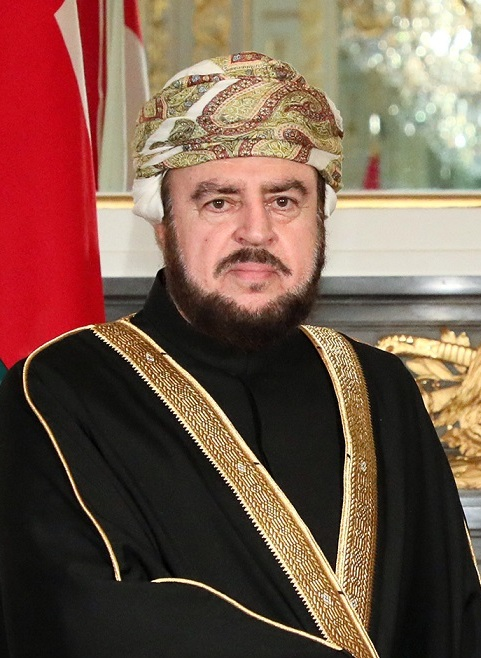
Oman Asa'ad bin Tariq bin Taimur al Said, représentant personnel du sultan
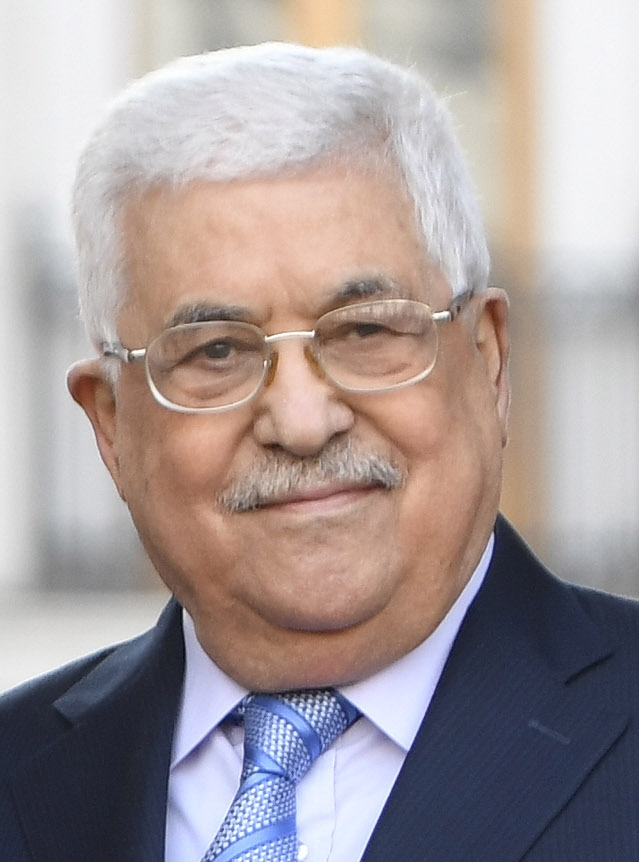
Palestine Mahmoud Abbas, président
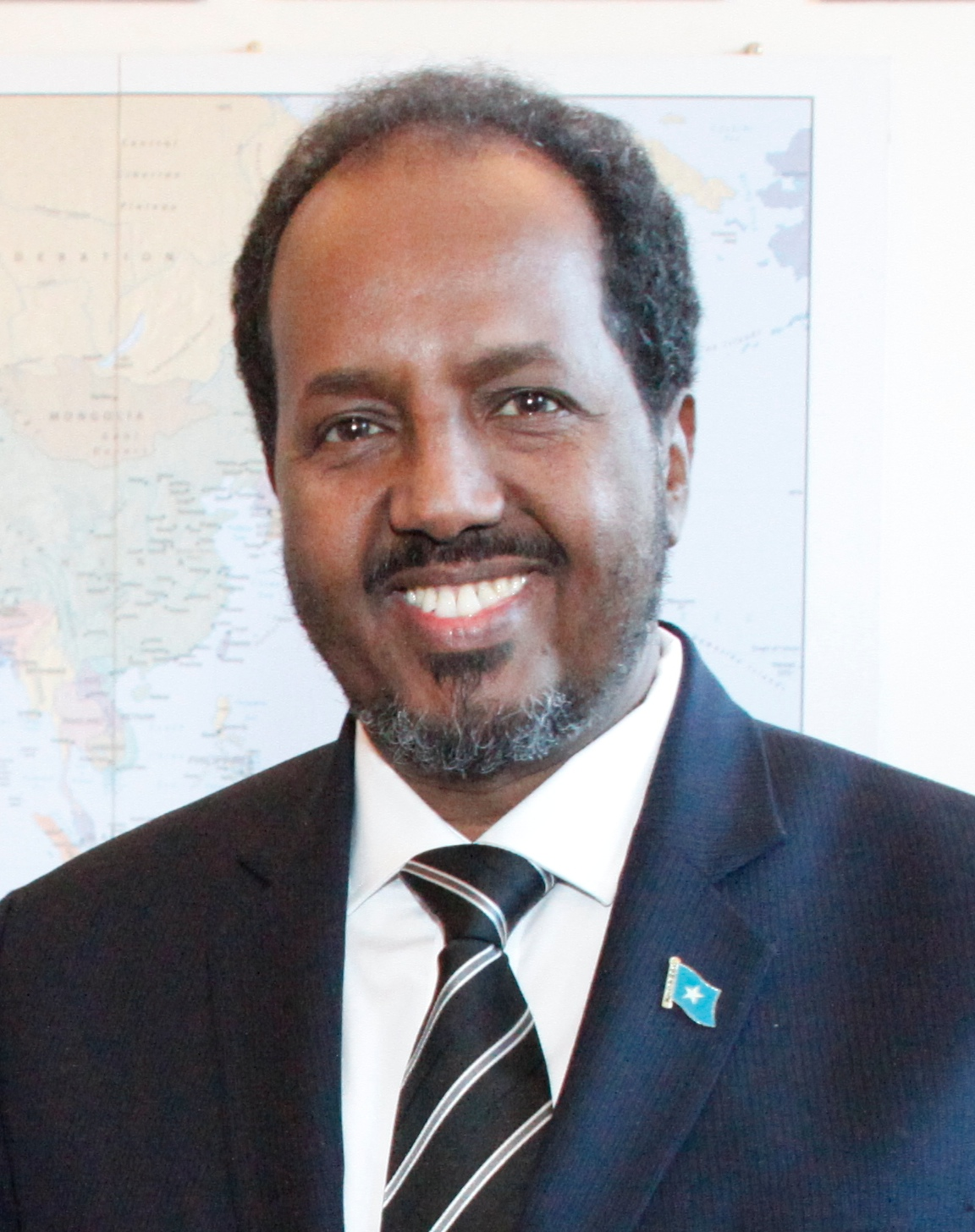
Somalie Hassan Sheikh Mohamoud, président
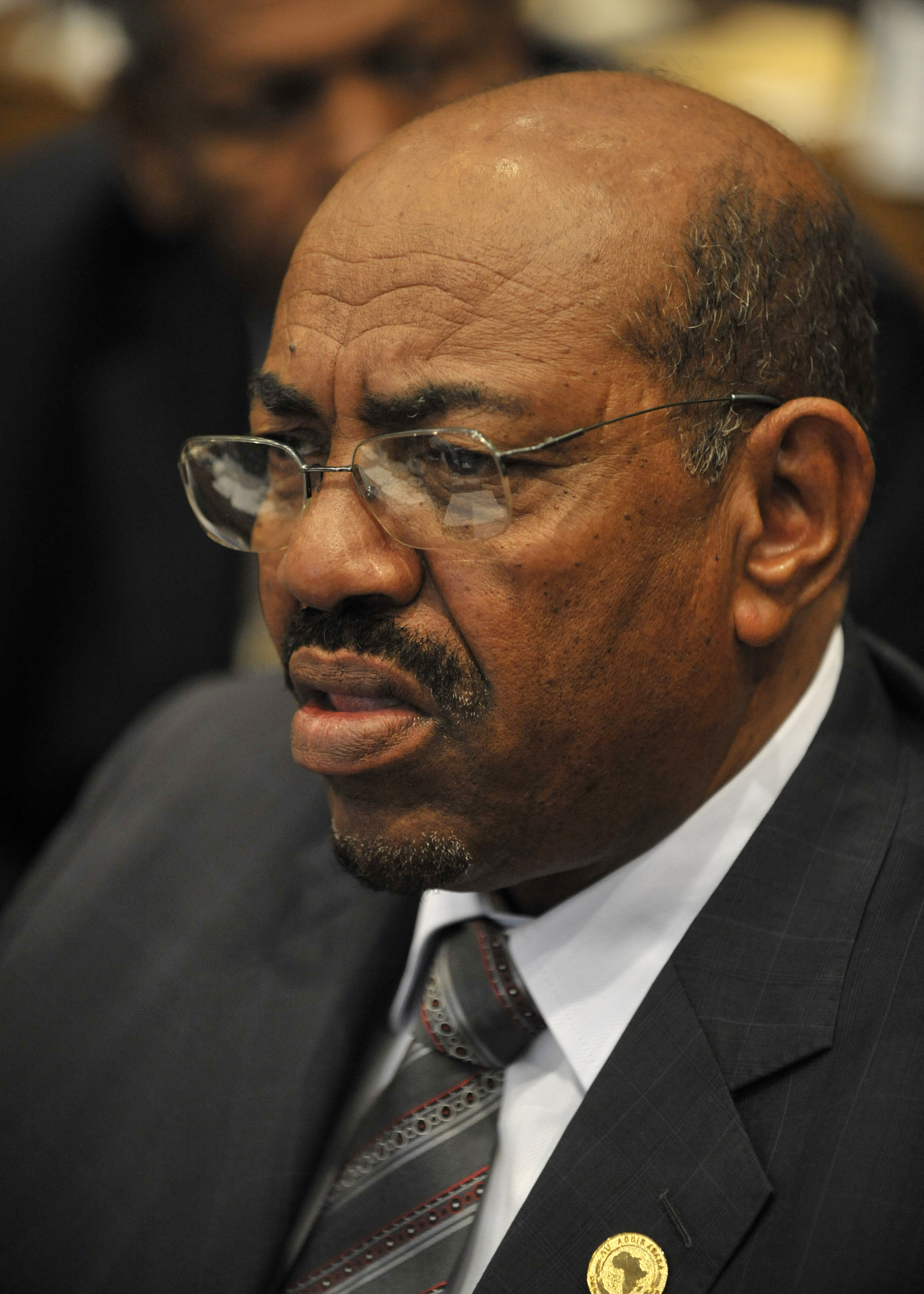
Soudan Omar el-Bechir, président
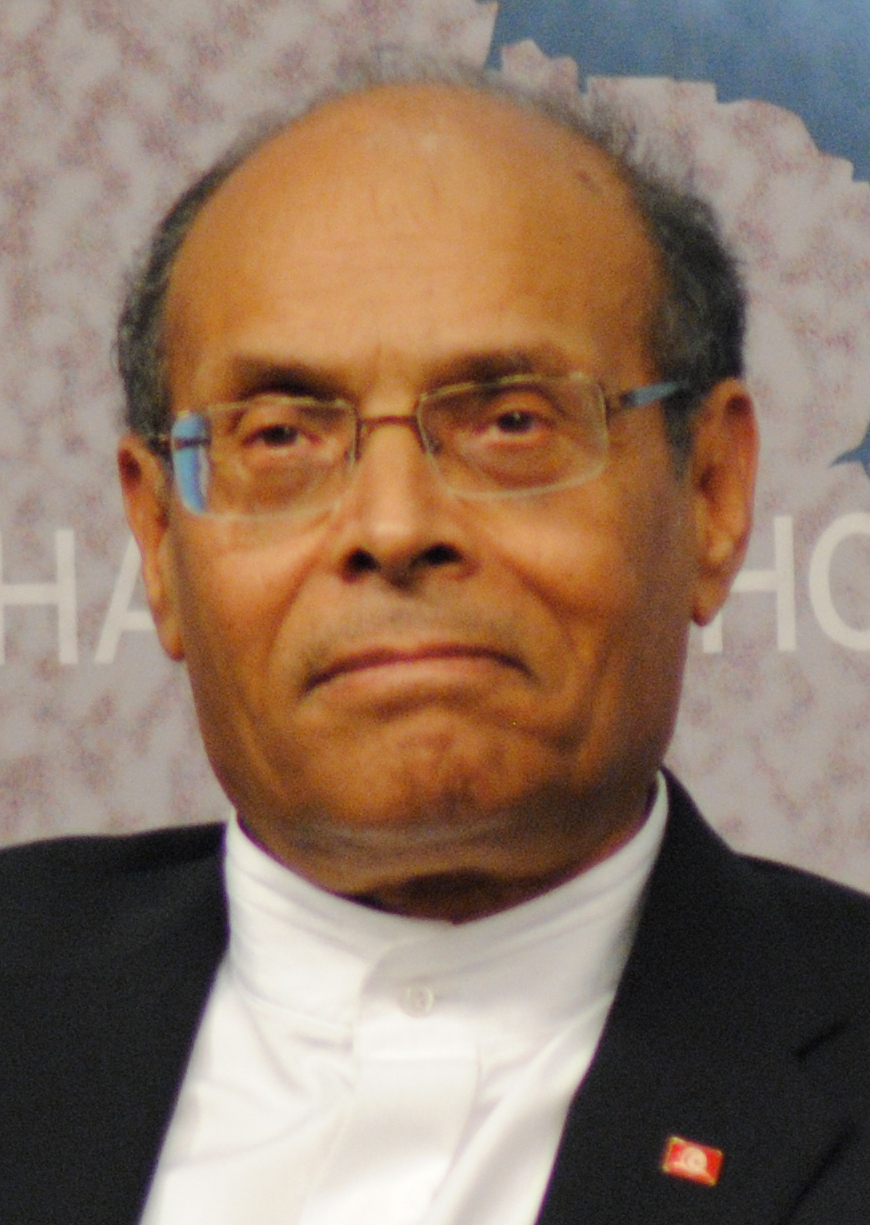
Tunisie Moncef Marzouki, président
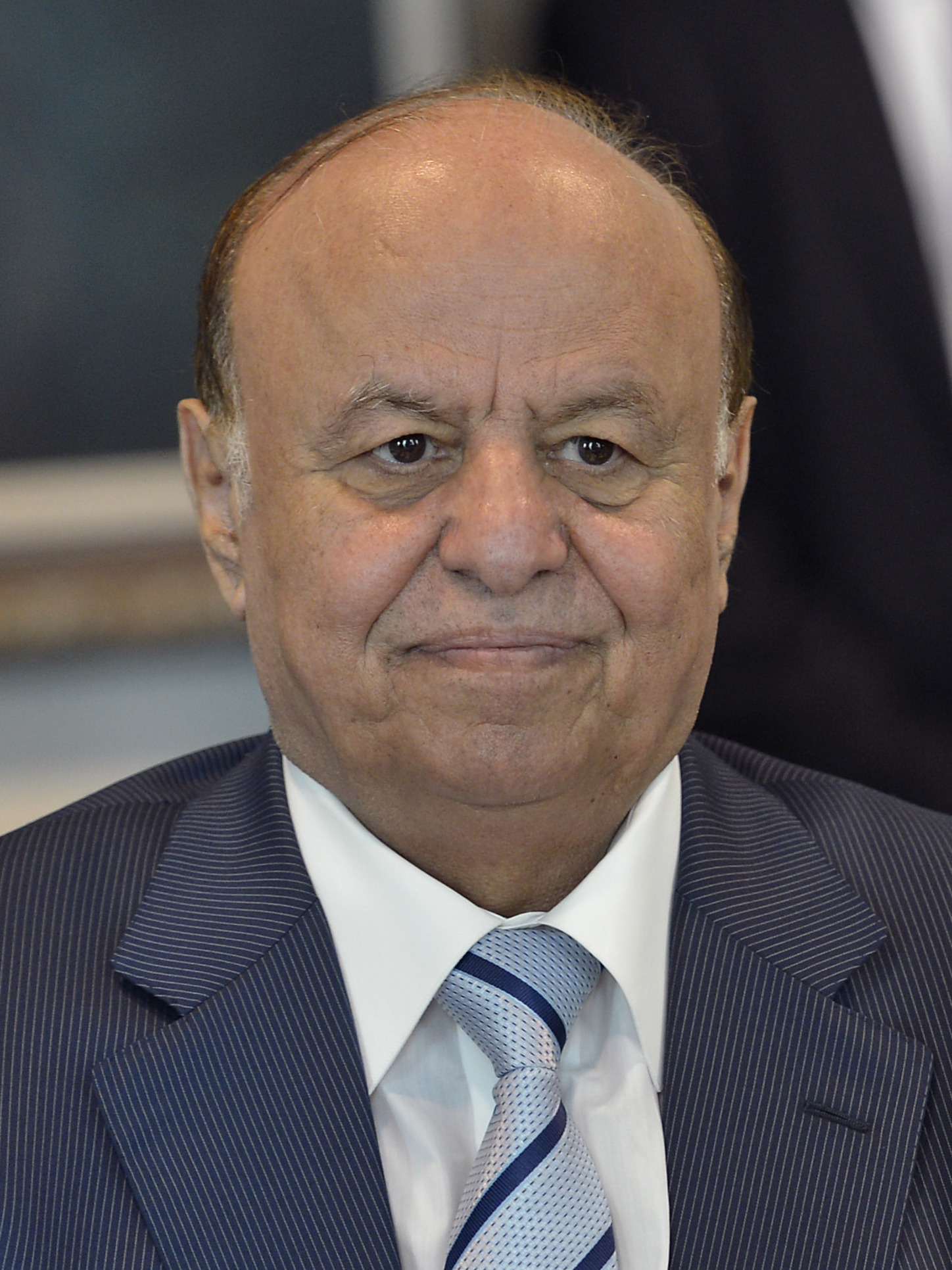
Yémen Abdrabbo Mansour Hadi, président

## Discussions
La Ligue arabe a formulé son soutien à une solution politique en Syrie, dans le cadre de la déclaration de Genève-1 de juin 2012. La délégation de l'opposition syrienne emmenée par Ahmad Jarba n'obtient cependant pas de soutien plus ferme, tel que des livraisons d'armes modernes. Elle ne peut non plus occuper le siège syrien qui reste donc vacant. Si le représentant saoudien, le prince Salmane ben Abdelaziz Al Saoud, a dénoncé l'inaction de la communauté internationale, plusieurs pays comme l'Algérie et l'Irak sont hostiles à un renversement du président syrien Bachar el-Assad.
Par ailleurs les dirigeants arabes ont réaffirmé leur refus de reconnaître Israël comme un État juif, suivant ainsi la ligne proposée par le dirigeant palestinien Mahmoud Abbas. Ils ont dans la foulée décidé d'une aide de 100 millions de dollars pour l'Autorité palestinienne.